# Regularne podobieństwa dźwiękowe między językiem węgierskim a pozostałymi językami uralskimi
Istnieje wiele regularnych podobieństw dźwiękowych między językiem węgierskim a pozostałymi językami uralskimi. Na przykład: węgierskie a w niektórych miejscach odpowiada chantyjskiemu o; węgierskie h odpowiada chantyjskiemu x, a węgierskie z umiejscowione na końcu słowa odpowiada chantyjskiemu t. Podobieństwa te można dostrzec, porównując np.: węgierskie ház („dom”) z chantyjskim xot („dom”), lub węgierskie száz („sto”) z chantyjskim sot („sto”).
Język węgierski oraz język chantyjski są ze sobą ściśle spokrewnione, jako należące do jednej podrodziny językowej (języki ugryjskie). Odległość między językiem węgierskim a językiem fińskim jest większa, niemniej między tymi językami również można zauważyć podobieństwa. Są one najoczywistsze przy porównywaniu wszystkich języków uralskich razem, wówczas bowiem poszczególne osobliwości językowe są uśredniane. W tym artykule znajdą się jednak porównania tylko między językiem węgierskim a językiem fińskim i estońskim (dwoma językami fińskimi).

## Spółgłoski zwarte

### Na początku słowa
Jedną z ważniejszych osobliwości języka węgierskiego jest lenicja spółgłosek zwartych *p *k.
- Węgierskie /f/ odpowiada fińskiemu i estońskiemu /p/:

| Węgierski | Fiński | Estoński | znaczenie    |
| --------- | ------ | -------- | ------------ |
| fa        | puu    | puu      | drzewo       |
| falat     | pala   | pala     | kęs, kawałek |
| fél       | pelätä | pelgama  | bać się      |
| fészek    | pesä   | pesa     | gniazdo      |
| felhő     | pilvi  | pilv     | chmura       |
| fon       | punoa  | punuma   | pleść        |
| fő        | pää    | peä      | głowa        |

- Przed samogłoskami przednimi (e é i í y ä ö ő ü ű), węgierskie /k/ odpowiada fińskiemu i estońskiemu /k/:

| Węgierski | Fiński | Estoński   | znaczenie  |
| --------- | ------ | ---------- | ---------- |
| könny     | kyynel | küünistama | łza        |
| kéz       | käsi   | käsi       | dłoń, ręka |
| kő        | kivi   | kivi       | kamień     |

- Przed samogłoskami tylnymi (a á o ó u ú) węgierskie /h/ odpowiada fińskiemu i estońskiemu /k/:

| Węgierski | Fiński | Estoński | znaczenie                                         |
| --------- | ------ | -------- | ------------------------------------------------- |
| hal       | kala   | kala     | ryba                                              |
| ház       | kota   | koda     | dom (w węgierskim), chata (w fińskim i estońskim) |
| húgy      | kusi   | kusi     | mocz                                              |

- Węgierskie /t/ umiejscowione na początku słowa odpowiada fińskiemu i estońskiemu /t/:

| Węgierski | Fiński | Estoński | znaczenie       |
| --------- | ------ | -------- | --------------- |
| tél       | talvi  | talv     | zima            |
| tud       | tuntea | tundma   | wiedzieć, umieć |
| tavasz    | touko  |          | wiosna          |

### W środku słowa
- Węgierskie /p/ i /k/ odpowiadają fińskim i estońskim podwójnym spółgłoskom /pp/ /kk/:

| Węgierski | Fiński           | Estoński | znaczenie |
| --------- | ---------------- | -------- | --------- |
| após      | appi             |          | teść      |
| epe       | sappi            | sapp     | żółć      |
| lapos     | lappea           | lapp     | płaski    |
| lök       | lykätä : lykkää- | lükkama  | pchnąć    |

- Węgierskie /t/ odpowiada fińskiej i estońskiej zbitce /tk/:

| Węgierski         | Fiński | Estoński | znaczenie |
| ----------------- | ------ | -------- | --------- |
| köt               | kytkeä | kütke    | wiązać    |
| tat (dialektalne) |        | tõtkes   | lin       |

- Węgierskie /d/ odpowiada fińskiemu i estońskiemu /nt/

| Węgierski | Fiński          | Estoński | znaczenie                          |
| --------- | --------------- | -------- | ---------------------------------- |
| ad        | antaa           |          | dać                                |
| ideg      | jänne : jäntee- |          | nerw (w węg.), ścięgno (w fińskim) |
| odú       | ontelo          |          | wgłębienie                         |
| tud       | tuntea          | tundma   | wiedzieć, umieć                    |

- Węgierskie /v/ odpowiada fińskiemu i estońskiemu /p/:

| Węgierski | Fiński   | Estoński | znaczenie                              |
| --------- | -------- | -------- | -------------------------------------- |
| kevés     | kepeä    | kebja    | mało (w węgierskim), łatwy (w fińskim) |
| sovány    | hupe-ne- | huba     | chudy (w węgierskim)                   |

- Węgierskie /z/ odpowiada fińskiemu i estońskiemu /t/:

| Węgierski | Fiński               | Estoński           | znaczenie                                         |
| --------- | -------------------- | ------------------ | ------------------------------------------------- |
| ház       | kota                 | koda               | dom (w węgierskim), chata (w fińskim i estońskim) |
| kéz       | käsi : käden : käte- | käsi : käe : käte- | dłoń, ręka                                        |
| fazék     | pata                 | pada               | garnek                                            |
| méz       | mesi : meden : mete- | mesi: mee : mete-  | miód                                              |

- Brak spółgłoski przed węgierskim iloczasem odpowiada fińskiemu i estońskiemu /k/:

| Węgierski | Fiński        | Estoński | znaczenie                                 |
| --------- | ------------- | -------- | ----------------------------------------- |
| íny       | ien : ikene-  | ige      | dziąsło (w węgierskim i estońskim)        |
| jó        | joki          | jõgi     | rzeka (w węgierskim tylko w nazwach rzek) |
| máj       | maksa         | maks     | wątroba                                   |
| néz       | nähdä : näke- | nägema   | widzieć                                   |
| ősz       | syksy         | sügis    | jesień                                    |

## Spółgłoski szczelinowe
W węgierskim można znaleźć dwa różne odpowiedniki dla fińskiego i estońskiego /s/. Pierwszym jest węgierskie /s/:
| Węgierski | Fiński | Estoński | znaczenie |
| --------- | ------ | -------- | --------- |
| száz      | sata   | sata     | sto       |
| szív      | sydän  | süda     | serce     |
| szem      | silmä  | silm     | oko       |
| száj      | suu    | suu      | twarz     |
| fészek    | pesä   | pesa     | gniazdo   |

Drugim jest brak spółgłoski:
| Węgierski   | Fiński | Estoński | znaczenie                             |
| ----------- | ------ | -------- | ------------------------------------- |
| eszik : ev- | syödä  | sööma    | jeść                                  |
| epe         | sappi  | sapp     | żółć                                  |
| ín          | suoni  | soon     | ścięgno, żyła (w fińskim i estońskim) |
| öl          | syli   | süli     | łono                                  |

Te dwa odrębne odpowiedniki reprezentują dwa rodzaje tej samej spółgłoski w zależności od pochodzenia. /s/ derywowane od /s/ wywodzi się z prauralskiego *ś, podczas gdy brak spółgłoski derywowany od /s/ wywodzi się z prauralskiego *s. Oba podobieństwa są widoczne równolegle w słowie "jesień", z prauralskiego *sükśi.

## Spółgłoski półotwarte
- Węgierskie spółgłoski płynne /l/ i /r/ odpowiadają fińskim i estońskim /l/ i /r/:

| Węgierski | Fiński | Estoński | znaczenie                                            |
| --------- | ------ | -------- | ---------------------------------------------------- |
| ár        | ora    | ora      | szydło (w węgierskim i estońskim), cierń (w fińskim) |
| alatt     | alla   | all      | pod                                                  |
| él        | elää   | elama    | żyć                                                  |
| hal       | kuolla | koolema  | umrzeć                                               |
| lé : lev- | liemi  | leem     | ciecz (w węgierskim), rosół (w fińskim)              |
| nyal      | nuolla |          | lizać                                                |
| nyíl      | nuoli  | nool     | strzała                                              |
| váll      | olka   | õla      | ramię                                                |

- Węgierskie spółgłoski nosowe /m/, /n/ i /ɲ/ odpowiadają fińskim i estońskim /m/, /n/ i /n/:

| Węgierski          | Fiński     | Estoński | znaczenie |
| ------------------ | ---------- | -------- | --------- |
| mi                 | mikä : mi- | mis      | co        |
| megy : men-        | mennä      | minema   | iść       |
| meny               | miniä      | minia    | synowa    |
| mony (dialektalne) | muna       | muna     | jajko     |
| négy               | neljä      | neli     | cztery    |
| név                | nimi       | nimi     | nazwa     |

- Podobieństwo może być odnalezione także między węgierskim /g/ a fińskimi i estońskimi iloczasami. Z pomocą pozostałych języków uralskich, można te głoski zrekonstruować jako *ŋ:

| Węgierski | Fiński    | Estoński | znaczenie                                              |
| --------- | --------- | -------- | ------------------------------------------------------ |
| jég       | jää       | jää      | lód                                                    |
| fog       | pii       | pii      | ząb                                                    |
| fogoly    | pyy       | püü      | kuropatwa                                              |
| ég        | sää       |          | niebo (w węgierskim), pogoda (w fińskim)               |
| egér      | hiiri     | hiir     | mysz                                                   |
| vég       | viimeinen | viimane  | koniec (w węgierskim), ostatni (w fińskim i estońskim) |